# Fastlove
Singles de George Michael
Jesus to a Child
(1996) Spinning the Wheel
(1996)
Fastlove est un single de George Michael extrait de l'album de Older (1996).
Le titre a atteint la première place du hit-parade britannique, canadien, espagnol et australien. Il contient un sample de Forget Me Nots de Patrice Rushen. Aux États-Unis, la chanson entre en mai 1996 sur le Billboard Hot 100 en 34e position avant d'atteindre en juillet 1996 la 8e position, passant 19 semaines au palmarès. Il s'agit à ce jour de sa dernière apparition sur la palmarès américain.
Le 12 février 2017, lors la 59e cérémonie des Grammy Awards, Adele reprend cette chanson avec un orchestre pour rendre hommage au chanteur décédé.